# Charles Delac
Charles Delac (Mascara, Algèria, 2 de juliol de 1879 - París, 9 de gener de 1965) va ser un productor de cinema francès.

## Biografia
El certificat de naixement de Charles Delac testifica que és el bessó d'una germana anomenada Djamila. La seva identitat que porta especifica que es diu "Chaloum ben Delak" i va néixer el 2 de juliol de 1879.
Ex-estudiant de l'Institut Agronòmic Nacional, Charles Delac és, des de 1911, el director, amb Marcel Vandal, de la societat de producció Le Film d'art, succeint Paul Gavault.
El seu fulletó de registre mostra les seves accions durant la Primera Guerra Mundial. És citat a l'ordre del regiment el 24 de juny de 1917: cap de la secció fotogràfica i cinematogràfica de l'Exèrcit d'Orient de juliol de 1916 a març de 1919, viatja a Sèrbia, Macedònia, Mont Atos i Albània i és un model de consciència, dedicació, coratge i modèstia. Promogut segon tinent l'abril de 1917, va ser nomenat cavaller de la Legió d'Honor el 28 de desembre de 1918 i va rebre la Creu de guerra. Fou ascendit a subtinent el 17 d'agost de 1919, a tinent el 1922 i deixà l'exèrcit el 1928.
De 1919 a 1937 ell i Vandal van dirigir la societat de producció « Delac, Vandal et Cie ». De 1928 a 1936 també fou president de la « Chambre syndicale de la cinématographie ». Això li va valdre ser promogut el 1938 a comanador de la Legió d'Honor (havia estat condecorat com a gran oficial el 1931 de mans de Louis Lumière). Les seves oficines es trobaven al 63 de l'Avinguda dels Camps Elisis.
El 1935, fou membre del jurat a la 3a Mostra Internacional de Cinema de Venècia. El 1936 va vendre la societat Le Film d'art a Henri Diamant-Berger. A l'exposició internacional de París el 1937, va participar com a president de la secció o del jurat.
El 1948 fou president de Films Marceau i es va integrar a la societat de producció fundada per Adolphe Osso.
Va morir a París, 17è arrondissement, 11 rue Gounod, el 9 de gener de 1965.

## Filmografia
- 1923: La Souriante Madame Beudet de Germaine Dulac
- 1926: L'Homme à l'Hispano de Julien Duvivier
- 1926: Graziella de Marcel Vandal
- 1927: Le Mystère de la Tour Eiffel de Julien Duvivier
- 1927: Le Mariage de Mademoiselle Beulemans de Julien Duvivier
- 1928: Le Tourbillon de Paris de Julien Duvivier
- 1929: Maman Colibri de Julien Duvivier
- 1930: David Golder de Julien Duvivier
- 1930: Au Bonheur des Dames de Julien Duvivier
- 1931: Les Monts en flammes de Joë Hamman et Luis Trenker
- 1931: Berge in Flammen de Karl Hartl et Luis Trenker
- 1931: Fra Diavolo de Mario Bonnard
- 1931: La Dernière Berceuse de Gennaro Righelli
- 1931: Le Bal de Wilhelm Thiele
- 1931: Les Cinq Gentlemen maudits de Julien Duvivier
- 1932: L'Amoureuse Aventure de Wilhelm Thiele
- 1933: Hortense a dit j'm'en f…, mig metratge de Jean Bernard-Derosne
- 1933: La Tête d'un homme de Julien Duvivier
- 1933: L'Homme à l'Hispano de Jean Epstein
- 1933: Le Petit Roi de Julien Duvivier
- 1934: Le Paquebot Tenacity de Julien Duvivier
- 1934: La Châtelaine du Liban de Jean Epstein
- 1951: Le Désir et l'Amour d'Henri Decoin
- 1954: J'y suis, j'y reste de Maurice Labro
- 1955: Il bidone de Federico Fellini
- 1961: La ragazza con la valigia de Valerio Zurlini